# Éden Hotel
Az Éden Hotel magyar valóságshow, amelyet 2011. március 7-én kezdtek sugározni a Viasat 3 csatornán. A Karib-tenger partján, a kolumbiai Santa Marta-ban forgatták, műsorvezetője Horváth Éva. 2015-től a műsor 3. évada a TV2 és a Super TV2 csatornán futott. A forgatásra ezúttal Costa Ricában került sor. Az évadból 2 változat készült: Egy, a pikáns jeleneteket kitakaró változat, ami a TV2-n került sugárzásra, és a kitakarás nélküli, szókimondó változat, mely a SuperTV2-n került műsorra. A szériának a kísérőműsora "Éden éjjel" címen futott, melynek műsorvezetői Hódi Pamela és Cinthya Dictator voltak.
Az RTL Magyarország 2023. február 8-án bejelentette, hogy új évadot gyártat a reality-ből a Csendes-óceán partja mellől, és a reality új évada az RTL+ fizetős streamingszolgáltatásban és az RTL-en lesz látható.A 4. évad 2023. november 20-án indul.

## Történet
Az amerikai Paradise Hotel licence alapján került Magyarországra. A világban sok változata van.

## Évadok
| Évad | Évad          | Sugárzás           | Sugárzás         | Győztes         | Műsorvezető     | Adó |
| Évad | Évad          | Évadbemutató       | Évadzáró         | Győztes         | Műsorvezető     | Adó |
| ---- | ------------- | ------------------ | ---------------- | --------------- | --------------- | --- |
|      | Első évad     | 2011. március 7.   | 2011. május 26.  | Kristóf         | Horváth Éva     |     |
|      | Második évad  | 2012. március 5.   | 2012. május 24.  | Máté és Edina   | Horváth Éva     |     |
|      | Harmadik évad | 2015. február 23.  | 2015. május 29.  | Loki és Barbara | Berki Krisztián |     |
|      | Negyedik évad | 2023. november 20. | 2024. január 11. | Arni és Adri    | Miller Dávid    |     |

## Külső hivatkozások
- A reality hivatalos oldala